# Алан Хансън
Алан Дейвид Хансън (на английски: Alan David Hansen, роден на 13 юни 1955 г. в Саучи, е бивш шотландски футболист, играл на поста централен защитник. Осемкратен шампион на Англия и трикратен носител на КЕШ с Ливърпул. Член на Английската футболна зала на славата. След края на състезателната си кариера работи като футболен коментатор по телевизията и добива популярност в обзорното предавене Мач на кръга по ВВС.

## Клубна кариера
На младини Алан Хансън тренира заедно с брат си Джон в Саучи Джуниърс. На петнадесетгодишна възраст спира с футбола за две години, за да се концентрира върху играта на голф с цел да стане професионален голфър, но за да угоди на баща си участва на проби в Хибърниън, но все пак, въпреки че е одобрен от треньора, отказва да подпише договор, за да продължи да се занимава с голф. Въпреки това тръгва по стъпките на брат си и се присъединява към Патрик Тисъл, за чиито мъжки отбор дебютира през 1973 г. През 1976 г. е част от състава, който печели Първа шотландска дивизия и промоция за Висшата дивизия. На 5 май 1977 г. преминава в Ливърпул за 11000 британски лири.
През първия си сезон в Ливърпул Хансън не попада много често в титулярния състав, но във финала за КЕШ срещу Брюж остава на терена през целия мач и печели първото си отличие с този отбор. През следващия сезон получава повече време за изява и допринася за спечелването на титлата и рекордите – само четири гола, допуснати на Анфийлд, най-много победи в рамките на един сезон (30) и най-много точки в ерата, когато за победа са се присъждали по две (68), а след напускането на капитана Емлин Хюз през лятото на 1979 г. той вече се утвърждава като несменяем титуляр при спечелването на втора поредна титла. Хансън и „червените“ продължават да трупат отличия във всички турнири и до Трагедията на Хейзел преди началото на финала за КЕШ през 1985 г. срещу Ювентус (загубен от Ливърпул с 1:0) шотландецът вече има три КЕШ, пет шампионски титли, четири Купи на лигата и три Чарити Шийлд. Шестгодишното наказание на Ливърпул да не играе мачове в евротурнирите означава, че този загубен финал е последният му на европейската сцена. През новия сезон Хансън получава капитанската лента и извежда тима до триумф в шампионата и ФА Къп – едва третият дубъл в английския футбол през 20 век. През сезон 1988/1989 той записва едва осем мача във всички турнири заради тежка контузия на коляното, получена по време на приятелски мач преди началото на първенството. По време на един от тях става свидетел на друга голяма футболна трагедия – тази на Хилзбъро, при която загиват 96 привърженици на Ливърпул. Хансън посещава ранените в болницата и присъства на дванадесет погребения и в автобиографията си определя трагедията като „най-черния период в своя живот“ и че „времето непосредствено след нея, когато със съотборниците си се е опитвал да окаже подкрепа на почернените семейства, са го изчерпали емоционално повече от всяко друго преживяно от него събитие.“ През следващия сезон Хансън отново извежда Ливърпул до шампионската титла, но продължаващите проблеми с коляното оказват влияние на физическата му подготовка. Те се задълбочават и мачът, след който вдига титлата е последният в кариерата му преди да обяви нейния край през март 1991 г. Като капитан на тима той добавя към колекцията си три шампионски титли, две ФА Къп (макар че втората е през сезона, когато е контузен и въпреки че започва финала като титуляр, той предоставя капитанската лента на Рони Уелън, която я е носил по време на всички мачове в негово отсъствие през сезона), две Чарити Шийлд и една Суперкупа.

## Кариера в националния отбор
За Шотландия Хансън дебютира на 19 май 1979 г. при загубата с 3:0 от Уелс. Започва титуляр и в трите мача на тима на Световното първенство през 1982 г. в Испания, но шотландците остават на трето място в групата с по една победа, равен и загуба. Хансън изиграва само 26 мача за Шотландия въпреки добрите си игри в Ливърпул, като причината, която изтъкват треньорите е доброто сработване между Уили Милър и Алекс Маклийш, които играят заедно и в Абърдийн, а Алекс Фъргюсън го оставя извън състава за Световното първенство през 1986 г. в Мексико заради слабото му представяне в националния отбори и нежеланието му да участва в приятелски мачове преди първенството.

## Успехи
Патрик Тисъл
- Първа шотландска дивизия:
  - Шампион (1): 1976

 Ливърпул
- Първа английска дивизия:
  - Шампион (8): 1979, 1980, 1982, 1983, 1984, 1986, 1988, 1990
  - Вицешампион (5): 1978, 1985, 1987, 1989, 1991
- ФА Къп:
  - Носител (2): 1986, 1989
  - Финалист (1): 1988
- Купа на лигата:
  - Носител (4): 1981, 1982, 1983, 1984
  - Финалист (2): 1978, 1987
- Чарити Шийлд:
  - Носител (5): 1979, 1981, 1982, 1986, 1989
- Суперкупа:
  - Носител (1): 1986
- КЕШ:
  - Носител (3): 1978, 1981, 1984
  - Финалист (1): 1985